# Veia

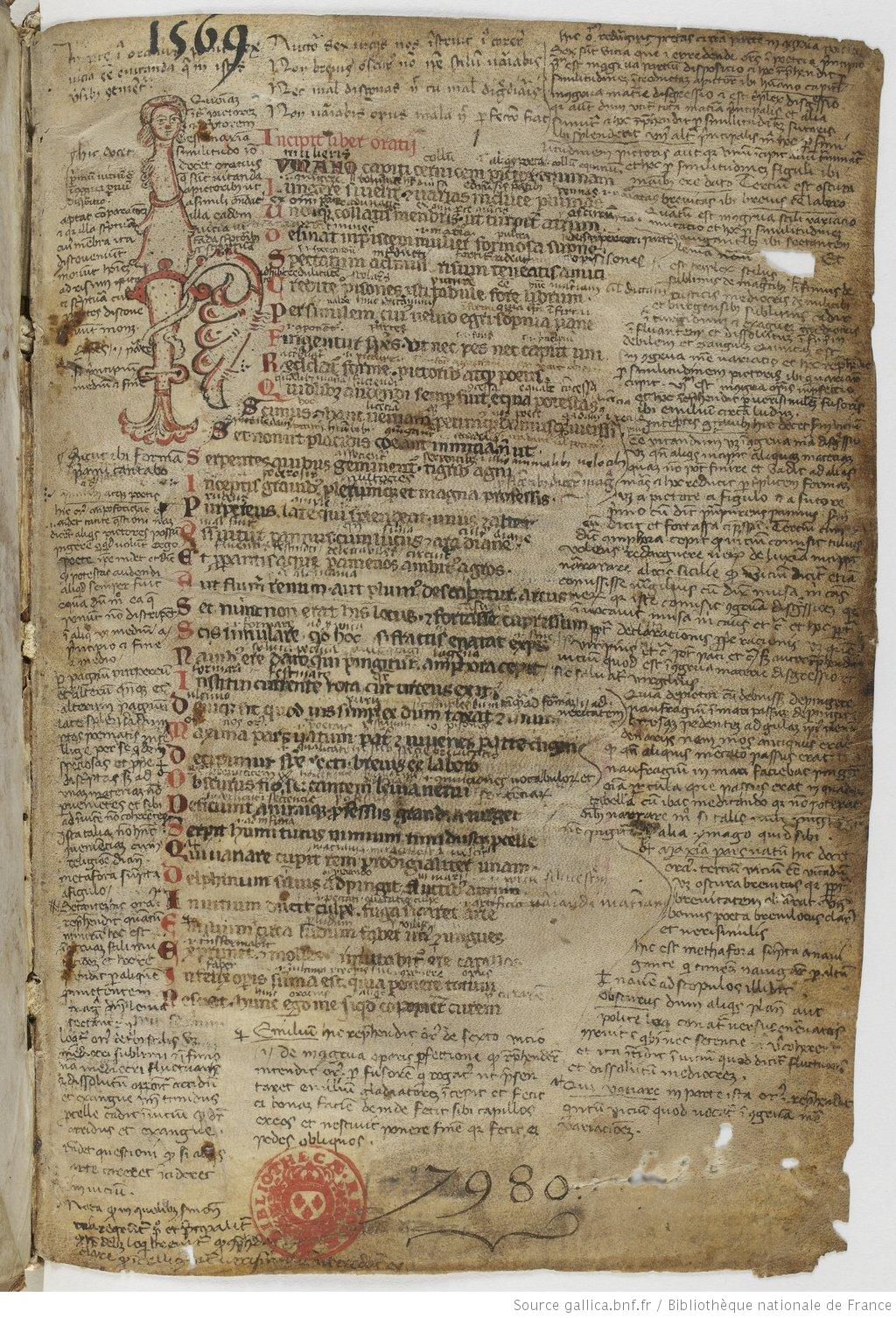
Q. Horatius Flaccus, De arte poetica, satyrae et epistulae, cum scholiis. Auteur : Horatius Flaccus, Quintus (0065-0008 av. J.-C.). Date d'édition : 1201-1300. Type : manuscrit. Langue : Latin. Au f. 1, une initiale tracée à la plume, la haste en est formée par une sirène et la hampe par une large palmette. Annotations marginales et interlinéaires de différentes mains. Parchemin. Droits : domaine public. Identifiant : ark:/12148/btv1b8452773c. Source : Bibliothèque nationale de France, Département des manuscrits.

Veia, ou Véïa, ou Véia est un personnage latin, qui apparait brièvement dans l’Épode V d'Horace, aux côtés de Canidie et de Sagane

## Étymologie du nomVeia
Le dictionnaire Gaffiot indique qu'il existe un adjectif, veius, veia, veium, qui signifie véien, c'est-à-dire, relatif à la ville étrusque de Véies, ce qui indiquerait une origine étrangère pour ce personnage.
Cette étymologie doit être préférée à celle qui relie le prénom Veia au latin vivianus, plein de vie, ardent , qui est une transformation beaucoup plus tardive, pas avant le Moyen Âge.

## Épode V
Avec Sagane, Véia aide la sorcière Canidia à préparer une potion :

« Veïa. qui n’a nulle conscience, en haletant de fatigue, creusait avec une lourde houe la terre où l’enfant devait être enseveli jusqu’à la mort, sauf la tête, comme un nageur suspendu sur l’eau par le menton, en face de mets deux et trois fois renouvelés ; et de sa moelle desséchée et de son foie avide on devait faire un breuvage d’amour, quand ses prunelles dardées sur la nourriture interdite se seraient éteintes. »

## Description physique de Veia
Aucune source ne permet de décrire avec précision le personnage de Veïa, mais on peut cependant supposer que celle-ci est âgée.  Véia, [...] en haletant de fatigue.
On suppose également qu'elle a environ le même âge que ses deux compagnes  : Sagane et Canidie sont toutes deux très vieilles.

## Description morale de Veïa
On apprend dans l'Épode V de Horace que Véia est cruelle et n'a pas de conscience: Veïa. qui n’a nulle conscience.

## Sources antiques
Véia apparaît dans l'Épode V, d'Horace, contre la magicienne Canidie,
- Épode V d'Horace, traduction Comte Ulysse de Seguier (1883),
- Épode V d'Horace, traduction Leconte de Lisle (1873).